# Consueta de Tempore
La Consueta de Tempore és un document litúrgic del segle xiv que recull diverses representacions religioses relatives al propi del temps que es duien a terme durant l'època medieval a la Seu de Mallorca. No obstant això, la Consueta de Tempore també inclou algunes referències al santoral mesclades sempre amb elements del temporal.
Es tracta d'una obra escrita en llatí tot i que s'hi inclouen també fragments de text escrits en llengua vulgar, com és el cas de la representació indicada per a la missa de Diumenge de Resurrecció, en la qual es combina el llatí amb el català. Aquest punt és important per detectar com el català va començar a introduir-se a poc a poc en les representacions litúrgiques durant el període medieval. Si ens basam en les obres conservades pretridentines conservades a l'Arxiu Capitual de Mallorca, l'única consueta mallorquina anterior a la Consueta de Tempore que es conserva (la Consueta Antiga [principis de segle XIV]) és en llatí. D'altra banda, la consueta posterior (la Consueta de Sagristia [1511]) ja està redactada, en la seva majoria, en català tot i que inclou fragments en castellà i llatí. Així doncs, el text del qual parlàvem (la representació indicada per a la missa de Diumenge de Resurecció), que està recollida dins l'apèndix redactat al segle xv. Per tant, és lògic pensar que les tímides insercions que s'hi fan en català venguin motivades per la irrupció progressiva de la llengua vulgar començava a tenir en aquell moment dins el teatre litúrgic medieval, almenys en el cas de Mallorca, i que acabaran a la llarga instaurant un drama litúrgic en llengua vulgar.

## ElPropi del Tempsi la importància
Els missals estan dividits en dues parts: el «Propi del temps» i el «Propi del sants». El primer bloc tractava temes relacionats amb els grans temps litúrgics (Quaresma, Nadal, Advent, etc.) i en el segon, s'abordaven qüestions relatives al calendari santoral. Abans del Concili de Trento (1545-1563), tant els textos com els oficis dedicats al propi del temps eren considerats de menor importància que els dedicats al propi dels sants. Per aquest motiu, la Consueta de Tempore és una prova de la lluita que des de segles anteriors hi havia hagut entre l'ofici propi del temps contra l'ofici propi dels sants i que va continuar amb posterioritat al Concili de Trento.

## Format, periodització i estructura
Tal com indica Josep Romeu i Figueras, la paraula consueta és un terme religiós que fa referència a la consuetud, el costum:
«El terme consueta vol dir 'enregistrament per escrit de funció sagrada feta per consuetud i com a ornament o ampliació de la litúrgia en una diòcesi, convent o parròquia en ocasió d'una festivitat determinada'».
En aquest sentit s'ha d'afegir que en el cas de Mallorca, el terme consueta va adquirir un significat més ample i va passar a designar no només el document que contenia l'obra sinó també la representació litúrgica pròpiament dita.
La Consueta de Tempore es divideix en dues parts: el cos, que fou escrit entre els anys 1350 i 1360, i l'apèndix, que fou afegit a l'obra inicial entre el 1463 i el 1484. El cos conté, a banda dels contingut del propi del temps, una guia de lliçons, històries, responsoris i antífones de tot l'any, benediccions de les lliçons i regles de l'ofici diví. Per la seva banda, l'apèndix també gira entorn del propi del temps alhora que inclou insercions del santoral (com la festa de l'expectació del part de la Verge) i d'oficis comuns, misses dels escolars i dels difunts, missa dels set gojos de la Verge, processons diverses, recepció del Bisbe de Mallorca i del rei, celebració del sínode de dijous després de la dominica in albis, pràctica de la visita pastoral a la Catedral i missa pels confrares vius en el temps de Pasqua i Octava de Sant Bernabè. Aquesta obra compta amb una transcripció feta per Llorenç Pérez però se'n desconeix l'autor original.

## El drama litúrgic i elConcili de Trento
La Consueta de Tempore és una dramatització litúrgica medieval i, com a tal, és una més de les representacions que serviren per posar la primera pedra per a la creació de les representacions religioses actuals. Però entremig hi ha hagut diferents estadis evolutius d'aquest tipus de representacions. En un primer moment, l'Església es va servir del drama com a mètode exemplificant per regular la conducta dels fidels i va decidir integrar-lo dins les cerimònies religioses que es feien a l'interior dels temples. Aquest és el cas de la Consueta de Tempore. Però arran del Concili de Trento (1545-1563), es decidí prohibir la representacions litúrgiques dins les esglésies, fet que provocarà que el drama religiós abandoni les capelles i surti al carrer prenent diverses formes, com poden ser les processons i les representacions dels davallaments de la creu tan arrelades encara ara a la cultura religiosa cristiana.
El valor de la consueta i del drama religiós en general no és tan literari sinó el dramatisme de l'acció i la intenció moralista i pedagògica. Així doncs, per entendre la importància d'aquests textos, no s'ha de cercar les qualitats literàries del text en qüestió. De les consuetes en concret és destacable el gran nombre de rúbriques amb indicacions sobre la interpretació que s'havia de donar a cada part de text, la qual cosa deixa entreveure que el teatre medieval era de la espectacularitat. Alguns autors fins i tot apunten que el realment important era el dinamisme i la força interpretativa mentre que el text era només un pretext perquè servia de mitjà per a aconseguir l'espectacularitat.

## Altres consuetes mallorquines pretridentines conservades
Com ja s'ha dit, el Concili de Trento va prohibir les representacions dins les esglésies, per la qual cosa, les úniques consuetes que, en teoria, van poder ser representades a l'interior dels temples catòlics van ser les que van tenir llocs abans del concili, és a dir, les pretridentines.
A l'Arxiu Capitular de Mallorca es conserven quatre consuetes pretridentines:
- La Consueta Antiga (principis de segle XIV)
- La Consueta de Tempore (1350-60 i 1463-84)
- Consueta de Sagristia (1511)
- Consueta de Sanctis (1516)

A part d'aquestes consuetes, es conserva un manuscrit amb 49 consuetes a la Biblioteca Nacional de Catalunya. Es tracta del manuscrit copiat pel prevere Miquel Pascual ente els anys 1598 i 1599. Tot i que la data de la còpia és posterior al final del Concili de Trento, és probable que les consuetes que s'hi recullen sí que siguin pretridentines. Sobretot atesa la gran quantitat de rúbriques que donaven indicacions per a la representació i que donen a entendre que l'escenificació s'havia de fer a l'interior dels temples.